# Once Upon a Kiss
Once Upon a Kiss es una serie de televisión filipina transmitida por GMA Network de 5 de enero a 1 de mayo de 2015. Está protagonizada por Miguel Tanfelix y Bianca Umali.

## Elenco

### Elenco principal
- Miguel Tanfelix como Prince Pelaez-Almario.
- Bianca Umali como Mariella "Ella" Rodrigo.
- Michael de Mesa como Enrique "King" Pelaez.
- Mylene Dizon como Giselle Pelaez-Almario.
- Cris Villanueva como Eric Almario.
- Mariel Pamintuan como Athena Almario.
- Tessie Tomas como Mérida Almario.
- Manilyn Reynes como Aurora Servando-Rodrigo.
- Nova Villa como Adela Servando.
- Maricar de Mesa como Ursula Salazar.
- Sabrina Man como Wendy Salazar.

### Elenco secundario
- Betong Sumaya como Sebastian Poblador.
- Frank Magalona como Hans Peligro.
- Eunice Lagusad como Melody.
- Miggy Jiménez como Mickey Abueva.
- Cai Cortez como Yaya Fiona Allegre.
- Gabby Eigenmann como Padre Philip Madasalin/Padre Madz.

### Elenco recurrente
- Ana Roces como Daisy Velasco.
- Carme Sánchez como Aling Nelly.
- Mike "Pekto" Nacua como Badong.
- Mosang como Mimay.

### Participaciones especiales
- Chuckie Dreyfus como Atty. Luis
- Al Tantay como Pedring Servando.
- Rochelle Pangilinan como Rapunzel Pelaez-Almario.
- Keempee de Leon como Jimmy Rodrigo.
- Orestes Ojeda como Adolfo Pelaez.
- Elijah Alejo como Athena Domingo (joven).
- Marc Justine Álvarez como Mickey Abueva (joven).
- Joshua Lichtenberg como Prince Pelaez-Almario (joven).
- Hershey García como Mariella "Ella" Rodrigo (joven).